# Grejtest Hits
Grejtest Hits – debiutancki album słubickiego zespołu Smagalaz, wydany w wytwórni ToSieWytnie Records 30 maja 2006. Składają się na nią utwory nagrane przez zespół w latach 2002–2004.

## Lista utworów
Opracowano na podstawie źródła.
1. "Dżoint"
2. "Nie Trzeba Słów..."
3. "Jak W Tym Refrenie"
4. "Re-Rewolucje"
5. "Kłamie (Nic Takiego)"
6. "Wczoraj"
7. "Europa Da Się Lubić" (gościnnie Mike Fiction, Jolez Bo)
8. "Walka Bez Walki" (gościnnie Chefkoch, Kaosloge, Jolez Bo)
9. "Spontan" (gościnnie Cisza & Spokój)
10. "Pozwól Wybrać"
11. "Miasto Jest Nasze?"
12. "Jak To Brzmi"
13. "Dzieci Tego Świata"
14. "Włam"